# (73733) 1993 FD83
(73733) 1993 FD83 – planetoida z pasa głównego asteroid okrążająca Słońce w ciągu 4,3 lat w średniej odległości 2,64 j.a. Odkryta 19 marca 1993 roku.